# Ідзу (Сідзуока)

І́дзу (яп. 伊豆市, いずし, МФА: [id͡zu ɕi̥]?) — місто в Японії, в префектурі Сідзуока. Розташоване в східній частині префектури, в центрі півострова Ідзу, на березі Тихого океану.   Виникло на основі постоялого містечка на Східноморському шляху. Отримало статус міста 2004 року. Площа становить 363,97 км². Станом на 1 серпня 2011 року населення складало 33 668  осіб, густота населення — 92,5 осіб/км².  Основою економіки є сільське господарство, рибальство, садівництво, металургія, харчова промисловість.  В місті розташовані гарячі джерела, монастир Сюдзендзі, перевал Амаґі. 